# روي غينز
روي غينز (بالإنجليزية: Roy Gaines)‏ هو كاتب أغاني ومغني أمريكي، ولد في 12 أغسطس 1934 في واسكوم في الولايات المتحدة.

## وصلات خارجية
- روي غينز على موقع ميوزك برينز (الإنجليزية)
- روي غينز على موقع أول ميوزيك (الإنجليزية)
- روي غينز على موقع ديسكوغز (الإنجليزية)